# تخمک مردان
تخمک مردان (به انگلیسی: Male egg) در حال حاضر تئوری‌ای بر اساس نتیجه حاصل از یک پژوهش است که در آن تخمک یک زن می‌تواند از محتوای ژنتیکی خود خالی شود (شبیه به روشی که در ان برای کلون کردن استفاده می‌شود) و محتوای ژنتیکی آن با دی ان ای یک مرد جایگذاری شود. این تخمک می‌تواند با اسپرم یک مرد دیگر بارور شود. پژوهشگری اسکاتلندی ایدهٔ این طرح را داده‌است. با این روش عملاً دو مرد می‌توانند صاحب فرزند شوند، هرچند که برای انجام این کار به یک رحم مصنوعی یا یک مادر جایگزین نیاز است.